# Запретная любовь (фильм, 1984)
Запретная любовь (англ. Forbidden, нем. Versteckt) — драматический фильм 1984 года, снятый Энтони Пейджем. В главных ролях Жаклин Биссет, Юрген Прохнов и Айрини Уорт. Сюжет основан на реальной жизни Марии фон Мальтцан, описанной в книге Леонарда Гросса «Последние евреи в Берлине». Это история немецкой аристократки, спрятавшей писателя еврейского происхождения в своей квартире в Берлине во время Второй мировой войны. Фильм снят совместно кинематографистами Великобритании и ФРГ. 

## Сюжет
Немецкая графиня Нина фон Гальдер (Биссет) — студентка ветеринарного института в Берлине. Приближается Вторая мировая война. Нина подверглась остракизму со стороны своей семьи из-за ее либеральных взглядов и оппозиции к нацистскому правительству. Она живет одна, стремясь оставаться независимой. В одном из первых эпизодов фильма героиня приходит в библиотеку в то время, когда Германия вторгается в Польшу. Нина возмущена и говорит сокурснику, что знает, почему Гитлер начал вторжение: якобы для спасения этнических немцев от польских нападавших, но это — ложь.
Однажды Нина увидела, как коричневорубашечники нападали в магазине на продавца. Она также заметила мужчину, который пытался помочь продавцу. Нина также потребовала от нападавших разъяснений. Те ответили, что решили проучить продавца за то, что он продавал свои товары евреям. Героиня приказала оставить несчастного в покое, угрожая, что в противном случае пожалуется своему зятю, высокопоставленному нацистскому чиновнику. Позже, посещая неформальную вечеринку, устроенную её подругой, она узнает человека, также пришедшего на помощь продавцу. Подруга Эрика рассказывает Нине, что его зовут Фриц Фридлендер, и что он писатель. Героиня сразу демонстрирует интерес к этому мужчине. Но подруга  предупреждает Нину, что по Нюрнбергским законам встречаться с ним незаконно, потому что он еврей. Однако упрямая Нина игнорирует этот совет.
Когда однажды писатель возвращается домой, то застаёт там Нину. У неё плохие новости: в оккупированной Польше нацисты доставляют евреев в лагеря смерти и отравляют их газом. Нет никакой уверенности, что подобная участь не ждёт и немецких евреев, многие из которых, несмотря на поражение в правах, всё ещё на свободе. Тем не менее Фритц продолжает верить, что его мать, хоть и оказалась в лагере Терезиенштадт, но остаётся там в безопасности. Тем не менее Нина рассказывает ему о поезде, идущем в Швейцарию. Она и её друзья помогли нескольким евреям тайно выехать из Германии. Нина говорит о своей любви к нему, но хочет, чтобы Фритц отправился туда, где будет в безопасности. Той же ночью они отправляются к вагон поезда, где его и других беженцев помещают в ящики с небольшим запасом еды и воды. Уходя с вокзала Нина вдруг видит, что Фриц бежит к ней. Он полюбил её так сильно, что не может покинуть. Вместе они возвращаются в её квартиру.
В последние месяцы войны в 1945 году войска Советского Союза вторгаются в Германию и подступают к Берлину. Нина уверена, что русские хотят отомстить за смерть миллионов своих соотечественников, убитых по вине нацистов и Третьего рейха. Она пытается спрятаться вместе с Фрицем (которого скрывала в своей квартире несколько лет) в подвале. Но русские солдаты находят пару и выбрасывают на улицу. Нина кричит солдатам, что Фриц — еврей, а не нацист. Но те игнорируют ее. На улице Фриц вынужден встать на колени, пока русские готовятся пристрелить его. Тогда Нина начинает петь «Шма». Русский солдат удивлён. Он опускает пистолет и говорит, что тоже еврей. Во время закадрового комментария, когда камера поворачивается к разбомбленному и опустошенному Берлину, Нина говорит аудитории, что Рут Фридлендер, мать Фритца, в конечном итоге перевели из Терезиенштадта в Освенцим, где убили в газовой камере. 
В конце концов Нина и Фриц вступают в брак. 